# منتخب أوكرانيا لكرة الطائرة للرجال
منتخب أوكرانيا الوطني لكرة الطائرة للرجال هو ممثل أوكرانيا الرسمي في المنافسات الدولية في كرة طائرة في فئة كرة الطائرة للرجال.

## وصلات خارجية
- الموقع الرسمي